# هان كلايس
هان كلايس هي منافسة ألعاب القوى بلجيكية، ولدت في 4 أغسطس 1991 في هاسلت في بلجيكا.

## وصلات خارجية
- هان كلايس على موقع الاتحاد الدولي لألعاب القوى (الإنجليزية)
- هان كلايس على موقع الدوري الماسي (الإنجليزية)
- هان كلايس على موقع اللجنة الأولمبية الدولية (الإنجليزية)
- هان كلايس على موقع أوليمبيديا (الإنجليزية)
- هان كلايس على موقع اللجنة الأولمبية البلجيكية (الهولندية)